# Gino Vannelli
Gino Vannelli (Montréal, 16 giugno 1952) è un cantante e compositore canadese.

## Biografia
Nato il 16 giugno 1952 a Montréal in una famiglia di origini italiane (di Ripabottoni, in Molise); suo padre era musicista in una big band e suo nonno un imprenditore.
Da bambino la sua più grande passione era la musica e diventò percussionista in giovane età; a quindici anni iniziò a rivelarsi come cantante e a scrivere canzoni.
Dopo il liceo firmò il suo primo contratto con la RCA e studiò musica all'Università McGill.
Trascorse un periodo a New York, per poi trasferirsi con i suoi fratelli a Los Angeles, dove firmò un contratto con la A&M di Herb Alpert e realizzò il suo primo album, nel 1973.
Il fratello Joe ha collaborato con lui come arrangiatore e tastierista per buona parte della sua carriera; è considerato un musicista d'avanguardia, poiché quando ancora non esistevano sintetizzatori polifonici, Joe già realizzava quei "tappeti sonori" polifonici che diverranno famosi successivamente, a partire dai primi anni settanta: per ottenere questo effetto senza uno strumento appropriato, egli sovraincideva in successione numerose varie esecuzioni che poi venivano riproposte tramite un sequencer durante le esecuzioni live.
Dalla sua vena compositiva sono nati anche brani destinati al grande ascolto, come la hit da discoteca Black Cars e la famosa Wild Horses, composte negli anni ottanta. Negli anni novanta le sue canzoni di maggior successo sono state Sunset on L.A., The Time of Day - entrambe appartenenti all'album Inconsolable Man ed entrambe vincitrici di un Juno Award - e Walter Withman Where Are You? dell'album Yonder Tree, un disco che conferma l'estro e l'ecletticità dell'artista nella sua capacità di comporre anche brani con sonorità squisitamente Jazz. Dello stesso album è anche il brano None so Beautiful, un omaggio ai soldati morti in Afghanistan e, nello specifico, ad un giovanissimo soldato ucciso in quella guerra. Gino Vannelli cantò, dedicandoglielo, questo stesso brano al suo funerale.
Si ricorda, infine, il successo del brano The Measure of a Man, dall'album Good Thing, uscito nel 2009.
Nel 2009 partecipa come ospite con il brano We the People nell'album di Billy Cobham Drum 'n' Voice vol.3, prodotto da Lino Nicolosi e Pino Nicolosi.
Gino Vannelli attualmente vive parte del tempo nella contea di Utrecht, nei Paesi Bassi, e parte negli Stati Uniti, a Troutdale, Oregon.

## Discografia

### Album
- Crazy Life (1973) (A&M Records)
- Powerful People (1974) (A&M Records)
- Storm At Sunup (1975) (A&M Records)
- The Gist of the Gemini (1976) (A&M Records)
- A Pauper in Paradise (1977) (A&M Records)
- Brother To Brother (1978) (A&M Records)
- The Best of Gino Vannelli (1980) (A&M Records)
- Nightwalker (1981) (Arista Records)
- Black Cars (1985) (Disques Dreyfus)
- Big Dreamers Never Sleep (1987) (Disques Dreyfus)
- Inconsolable Man (1990) (Disques Dreyfus)
- Live in Montreal (1992) (Disques Dreyfus)
- Yonder Tree (1995) (Disques Dreyfus)
- Slow Love (1998) (Verve Forecast)
- Canto (2003) (Vik Recording / BMG)
- These Are the Days (2006) (Universal Music Canada)
- A Good Thing (2009) (CMM)
- The Best and Beyond (2009) (Azzurra Music)
- Stardust in the Sand (2009) (Azzurra Music)
- Live In LA (2014) (Sono Recording Group)
- Wilderness Road (2019)
- The Life I Got (To My Most Beloved) (2024)

### Singoli
- People Gotta Move (1974)
- Powerful People (1975)
- Love Me Now (1975)
- Love of My Life (1976)
- I Just Wanna Stop (1978)
- Wheels of Life (1979)
- The River Must Flow (1979)
- Living Inside Myself (1981)
- Nightwalker (1981)
- The Longer You Wait (1982)
- Black Cars (1985)
- Hurts to Be in Love (1985)
- Just A Motion Away (1985)
- Wild Horses (1987)
- In the Name of Money (1987)
- Persona Non Grata (1987)
- The Time of Day (1990)
- Sunset on L.A. (1990)
- Cry of Love (1991)
- If I Should Lose This Love (1991)
- Wheels of Life [feat. Martine St. Clair] (1993)
- I Die A Little More Each Day (1995)
- It's Only Love (2006)
- We the People [feat. Billy Cobham & Novecento, dall'album Drum 'n' Voice vol. 3 - Nicolosi Productions] (2009)
- Into the Night [feat. Paolo di Sabatino (2011)